# Ernen
Ernen je obec v okrese Goms v německy mluvící části kantonu Valais ve Švýcarsku. Žije zde 492 obyvatel.

## Geografie
Ernen má rozlohu 35,4 km², z toho 36,1 % zemědělské půdy, 35,4 % lesy, 1,5 % je zastavěná plocha a 27,0 % je neproduktivní půda. Obec se nachází na terase morény na levém břehu řeky Rhôny. Součástí Ernenu je i osada Niederernen. Sousedními obcemi jsou Bellwald, Binn, Goms, Fiesch, Grengiols a Lax.

## Historie

Ernen (1955)

Ernen byl poprvé zmíněn v dokumentu z roku 1214 jako Aragnon; současná výslovnost je poprvé doložena v roce 1510 jako Ärnen. Původ jména je nejistý, snad znamená „(země, majetek) člověka jménem Aranius“.
Obec měla výhodnou polohu mezi průsmyky Albrun, Gries, Furka a Grimsel a po staletí z této polohy těžila jako překladiště zboží. Oblast byla osídlena již v době laténské, jak dokládají hrobové nálezy. Ve vrcholném středověku patřilo údolí Goms v roce 1135 pod pravomoc prvně zmíněného gubernia Ernen a v pozdním středověku byl okrsek Goms rozdělen na majoráty Ernen a Münster. Spolu s Münsterem byl Ernen také jednou ze dvou hlavních farností Gomsu. Vrchnostenský soud však vždy ležel v Ernenu. Do dnešních dnů se zachovaly tři sloupy šibenice z roku 1702.
Výstavba moderní silnice (Furkastrasse, 1860–1861) a železniční trati (Furka-Oberalp-Bahn, 1914) na druhé straně údolí odsunula obec z hlediska dopravy na vedlejší kolej a vedla k hospodářskému úpadku.
V roce 1974 začal maďarský klavírista György Sebők v Ernenu v létě pořádat mistrovské kurzy pro klavíristy a komorní hudebníky. Od té doby se obci říká „hudební vesnice“ (Musikdorf).

## Obyvatelstvo
| Rok            | 1850 | 1900 | 1950 | 2000 | 2016 |
| Počet obyvatel | 414  | 355  | 299  | 385  | 509  |

V roce 2000 hovořilo 95,3 % obyvatel obce německy. K církvi římskokatolické se hlásí 85,7 % obyvatel a ke švýcarské reformované církvi se ve stejném roce hlásilo 6,5 % obyvatel.

## Doprava
Veřejnou dopravou se do Ernenu lze dostat z Brigu tratí Matterhorn Gotthard Bahn do Fiesch a odtud poštovním autobusem.

## Fotogalerie

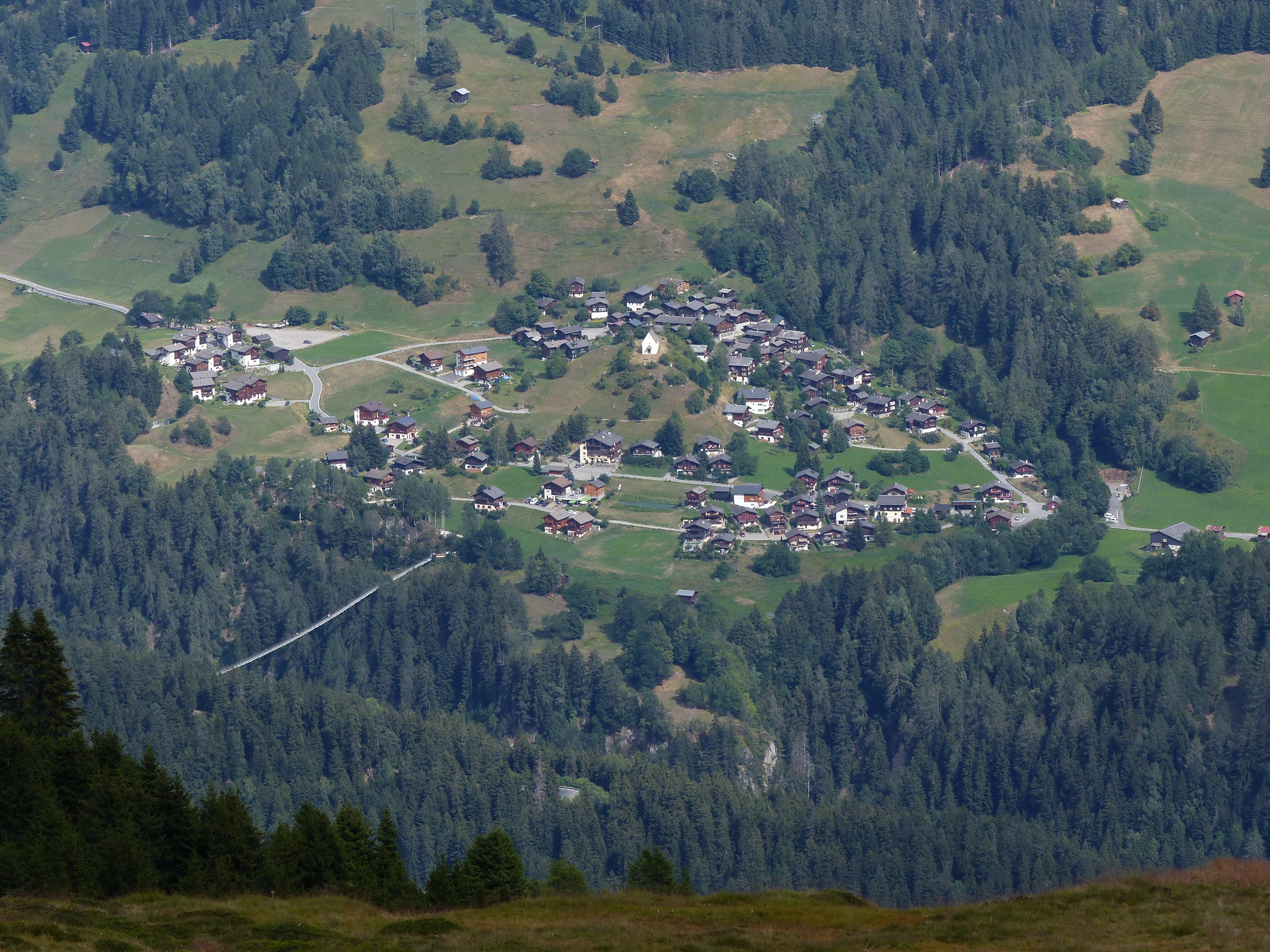
Ernen (2018)
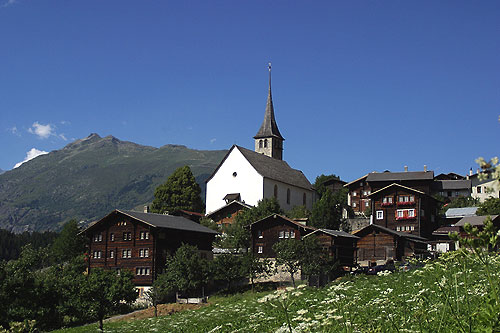
Ernen - kostel sv. Jiří
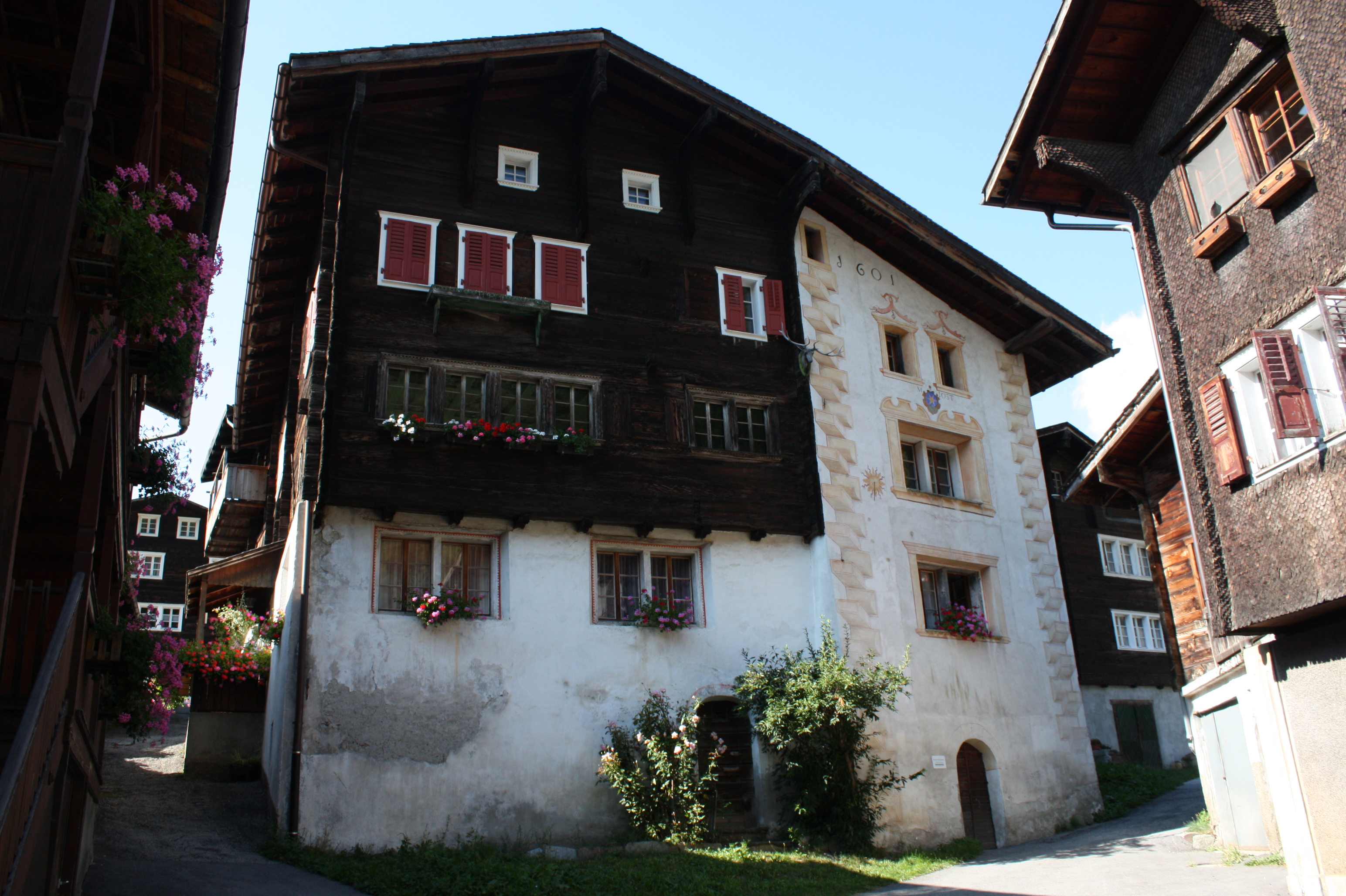
Jost-Sigristen Haus
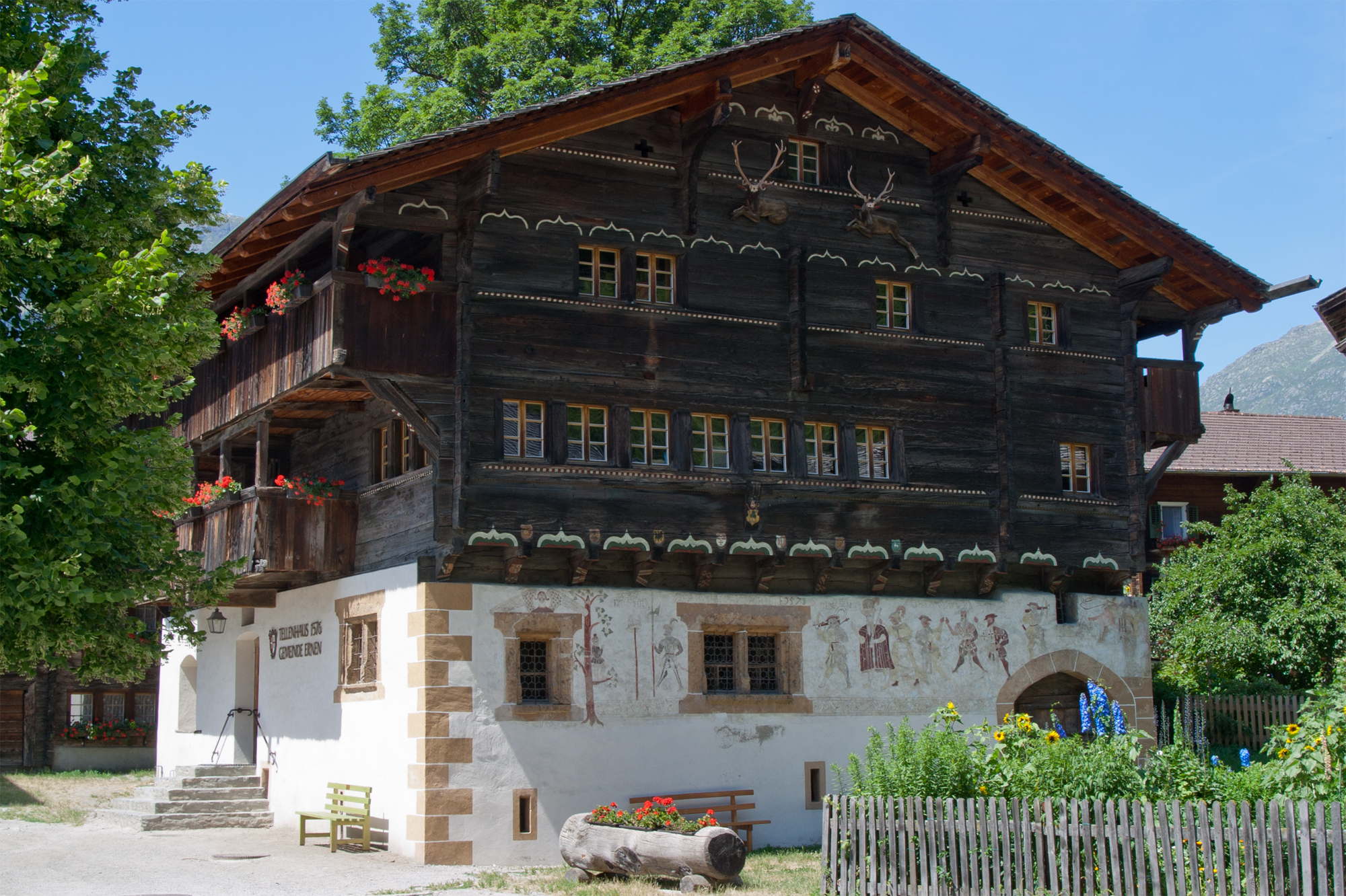
Tellenhaus
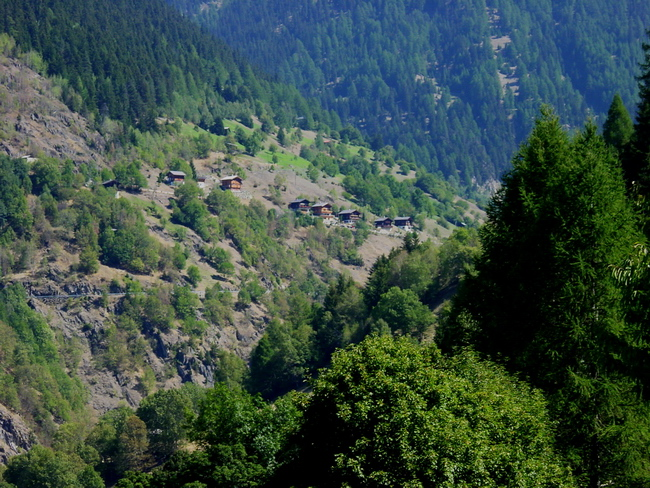
Ausserbinn
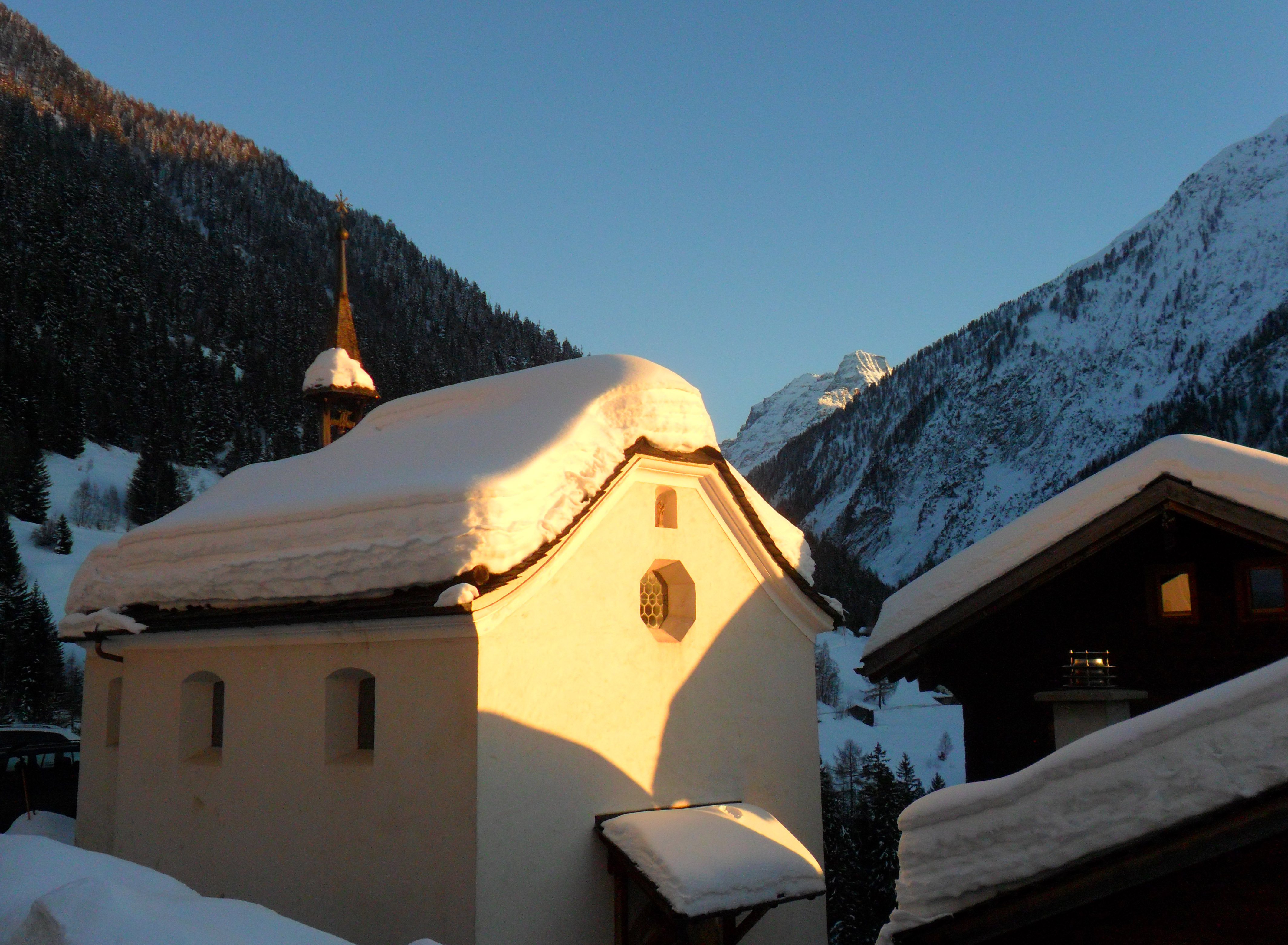
Ausserbinn - kaple
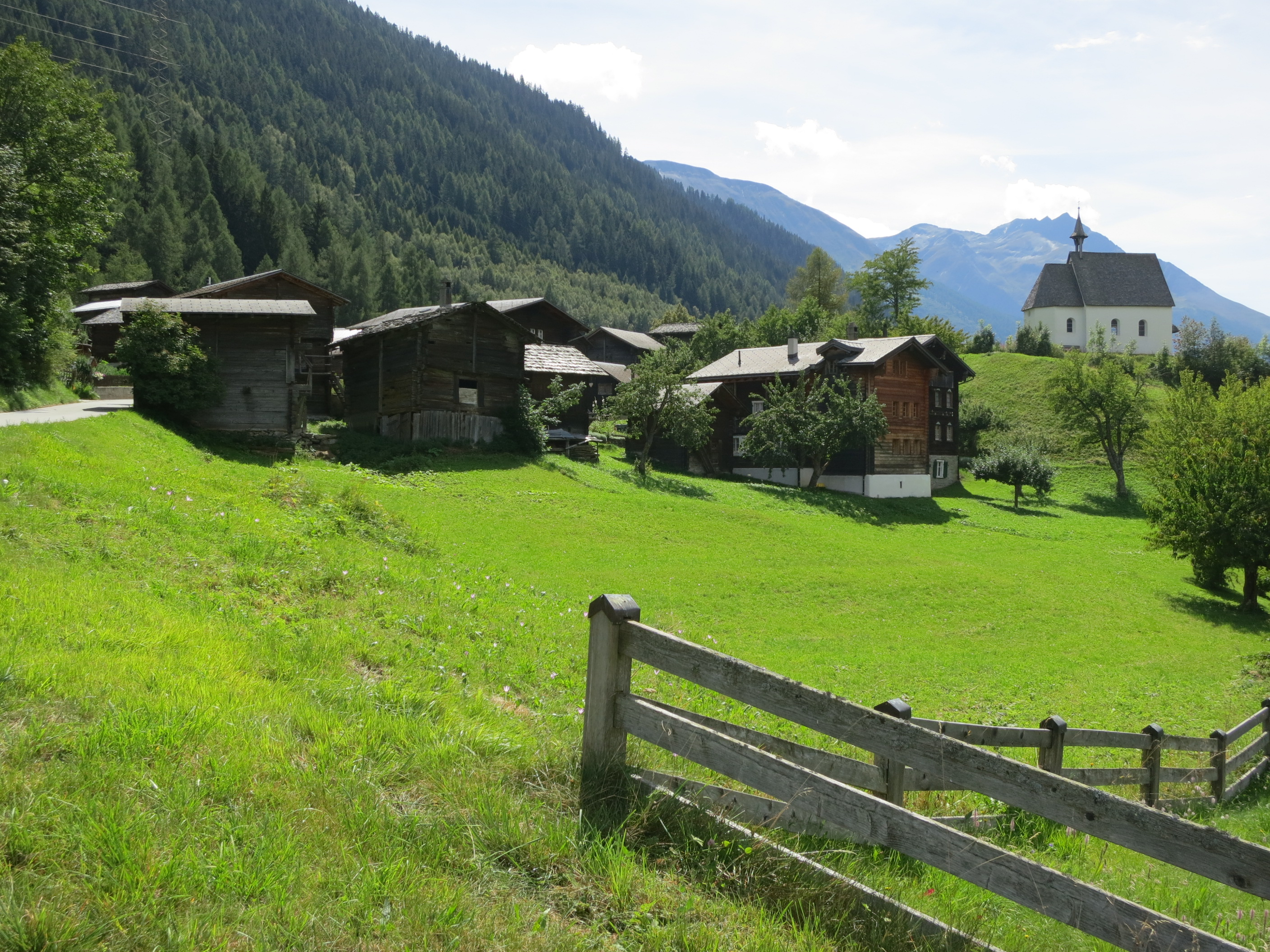
Mühlebach
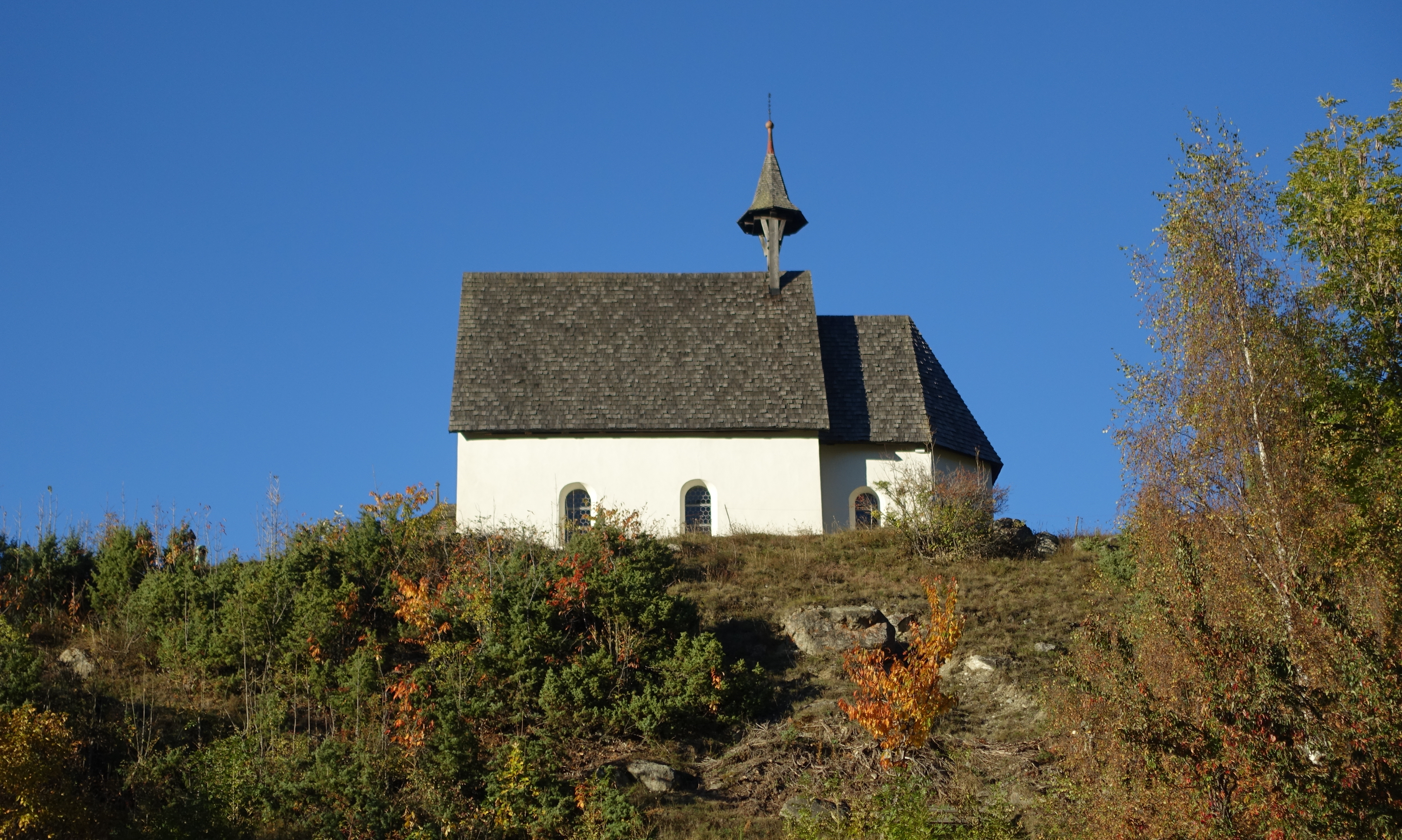
Mühlebach - kaple sv. Rodiny
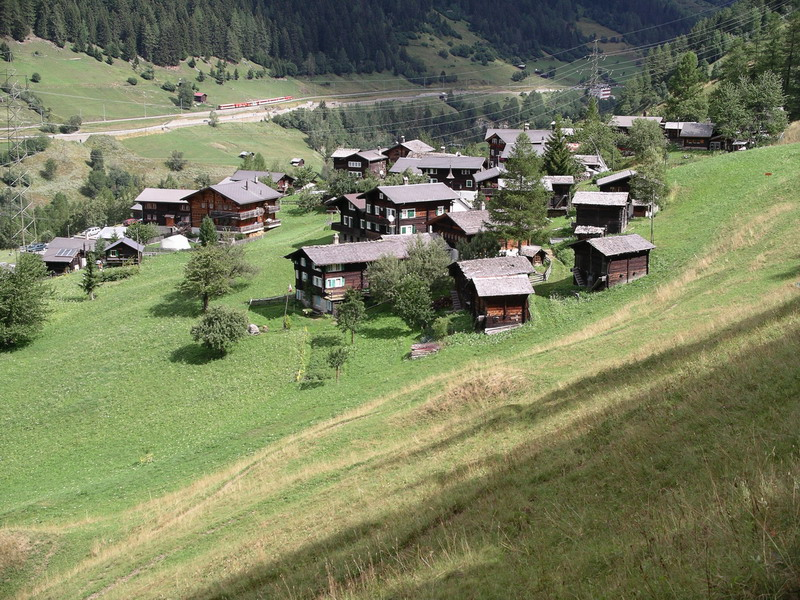
Steihanus
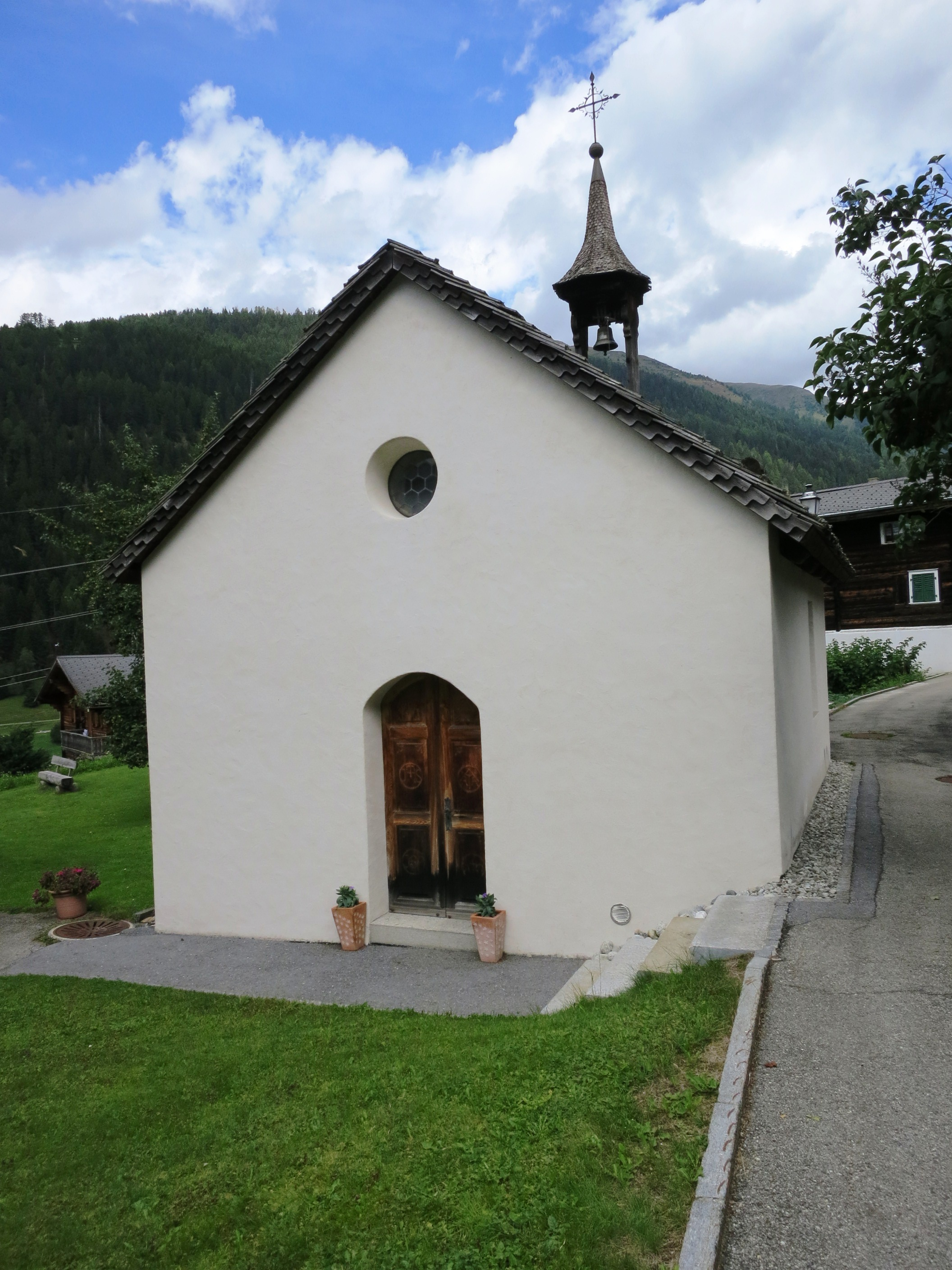
Steinhaus - kaple sv. Rodiny
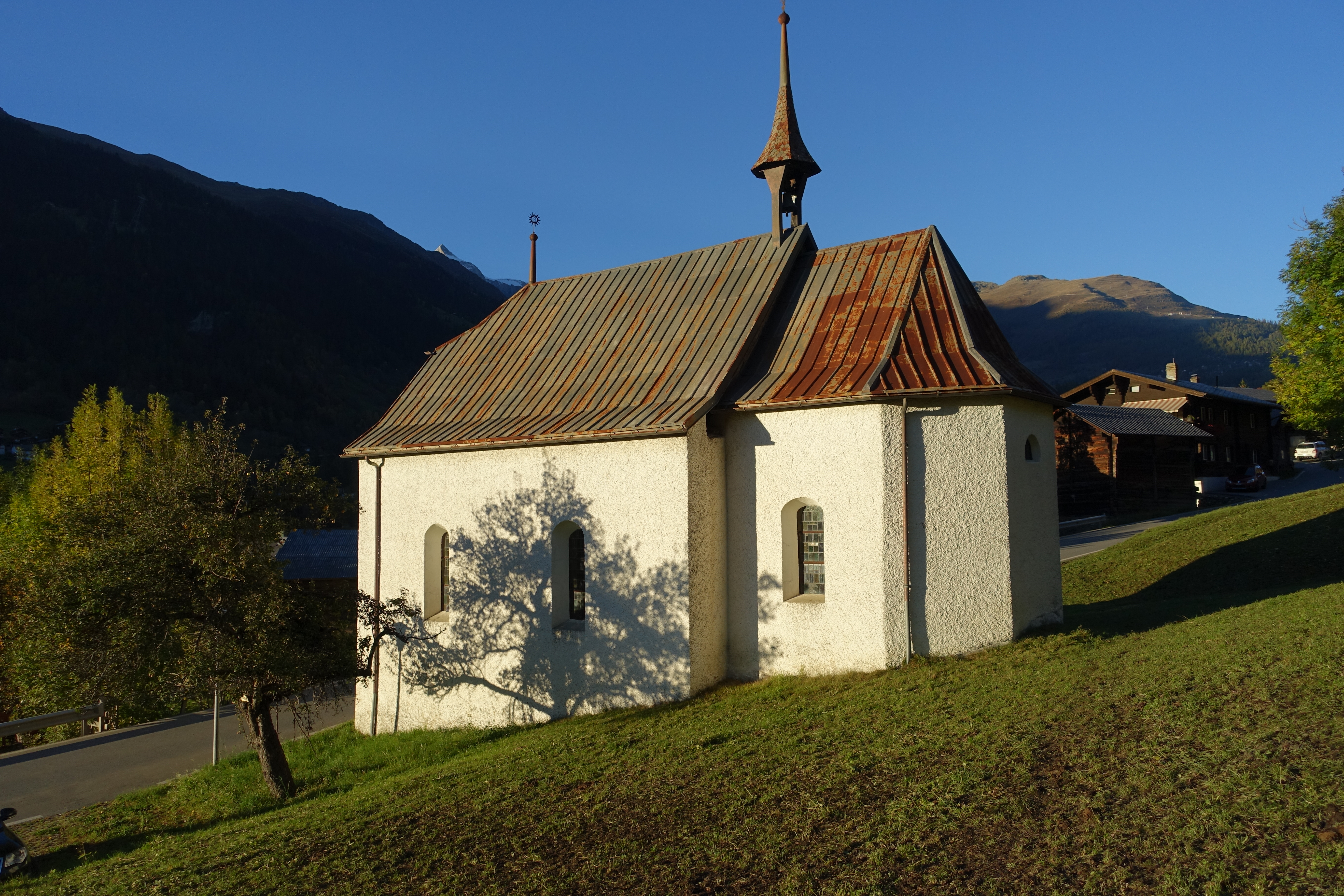
Niederernen - kaple sv. Antonína